# Neffos C7
Neffos С7 — смартфон компанії TP-Link, який був представлений на ринку у лютому 2018 року разом із іншим смартфоном з цієї лінійки Neffos С5A.
Смартфон позиціюється як універсальний бюджетний варіант із гарною селфі камерою. Стартова ціна в Україні - 3599 грн

## Зовнішній вигляд
Випускається у 2 кольорах: сірий (Cloudy Grey) та золотий (Gold). Корпус виготовлений з пластику з імітацією "під метал". Різні кольори мають відмінності у зовнішньому вигляді: сірий корпус із чорною передньою панеллю та золотий корпус із білими гранями. 
Телефон отримав дисплей на IPS матриці з діагоналлю 5,5 дюйма та розділовою здатністю 1280x720 (HD). Фронтальна частина покрита захисним склом 2.5D Gorilla Glass.
Габарити: ширина 76.96 мм, висота 154.5 мм, глибина 7.85 мм, вага 157 грамів. 

## Апаратне забезпечення
Смартфон побудовано на базі SoC від MediaTek —  MT6750. Процесор включає чотири ядра Cortex-A53 з частотою 1.5 ГГц і ще 4 ядра Cortex-A53 1.0 ГГц. Графічне ядро — ARM Mali-T860 MP2.
Внутрішньою пам'ять складає 16 ГБ, оперативна пам'ять — 2 ГБ. Слот для microSD картки дозволяє розширити пам'ять до 128 Гб. Слот для карт комбінований.
Акумулятор незнімний Li-Ion 3060 мА/г, швидке заряджання не підтримує.
Основна камера 13 Мп з діафрагмою f/2.0, з автофокусом та спалахом. 
Фронтальна камера 8 Мп  (f/2,2) без автофокусу та вбудованого спалаху.

## Програмне забезпечення
Neffos C7 працює на операційній системі Android 8.1 Oreo з оболонкою власної розробки NFUI.
Підтримує стандарти зв'язку: 4G LTE; 3G UMTS, WCDMA; 2G EDGE.
Бездротові інтерфейси: Wi-Fi 802.11 a/b/g/n, Bluetooth 4.1.
Смартфон підтримує навігаційні системи: GPS, ГЛОНАСС.
Телефон підтримує аудіоформати: MP3, AAC, WAV, M4A, OGG, OGA, AMR, AWB, FLAC, MID, MIDI, XMF, IMY, RTTTL, RTX, OTA, MP4, 3GP. Має один мікрофон і вихід для навушників.
Формати відео: M4V, MP4, MOV, AVI,3GP,3G2,FLV, MKV, WEBM.

## Комплектація та додаткові функції
Комплектація: документація, прозорий захисний бампер, навушники, USB/MicroUSB кабель, ключ для слота SIM-карт.
Додатково: датчики відбитків пальців, освітлення, наближення, компас, акселерометр, сканер обличчя, ФМ-радіо.